# جریکو (ایندیانا)
جریکو (به انگلیسی: Jericho) یک منطقهٔ مسکونی در ایالات متحده آمریکا است که در شهرستان سولیوان، ایندیانا واقع شده‌است. جریکو ۱۶۴ متر بالاتر از سطح دریا واقع شده‌است.